# Aknavásár
Aknavásár (románul Târgu Ocna) város Bákó megye délnyugati részén, Moldvában, Romániában. A Tatros folyó bal partján fekszik. A városban található az Igazságügyi Minisztérium több intézménye is: a nemzetvédelmi szervek kiképzőiskolája, a kiskorúak országos javítóintézete, valamint egy regionális börtönkórház.

## Népesség
A népesség számának alakulása:
- 1912 - 7989 lakos
- 1930 - 12 588 lakos
- 1948 - 9796 lakos
- 1956 - 11 227 lakos
- 1966 - 11 647 lakos
- 1977 - 12 603 lakos
- 1992 - 16 071 lakos
- 2002 - 13 576 lakos

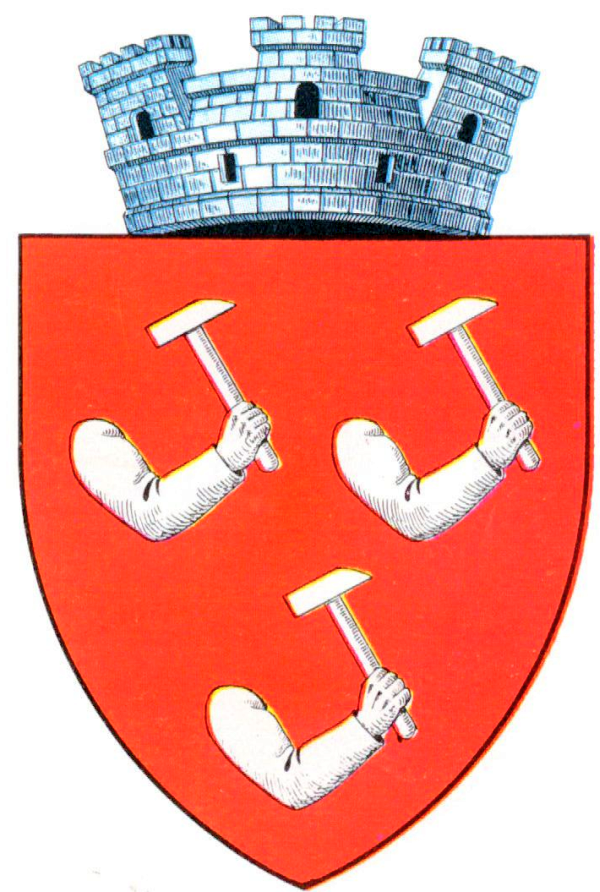
A város régi címere

A település lakosságának etnikai megoszlása a 2002-es népszámlálási adatok alapján:
- Románok: 13 364 (98,43%)
- Cigányok: 152 (1,11%)
- Magyarok: 19 (0,13%)
- Örmények: 14 (0,10%)
- Németek: 9 (0,06%)
- Csángók: 5 (0,03%)
- Ukránok: 2 (0,01%)
- Görögök: 2 (0,01%)
- Zsidók: 2 (0,01%)
- Olaszok: 2 (0,01%)
- Más etnikumúak: 2 (0,01%)
- Nem nyilatkozott: 3 (0,02%)

A lakosok 89,9%-a ortodox vallású (12 206 lakos), 8,81%-a pedig római katolikus (1197 lakos).

## Látnivalók
- Termálfürdő
- Sóbánya
- „Sfânta Varvara” templom, ortodox
- Măgura park, 7 forrással
- „Utidava”, géta várromok
- Több katonai emlékmű, egy katonai temető
- A „Borisov” ház
- A vasútállomás épületei

## Gazdaság
Fontos turisztikai központ, a város gazdag termálvizes forrásokban. A városban sóbányászat és kőolajkitermelés folyik, jelentős a faipara is.

## Hírességek
- Ion Talianu (1898–1956) színész
- Gabriela Adameșteanu (1942– ) írónő, újságíró
- Sorin Antohi (1957– ) műfordító, esszéíró